# Alaškert Fowtbolayin Akowmb

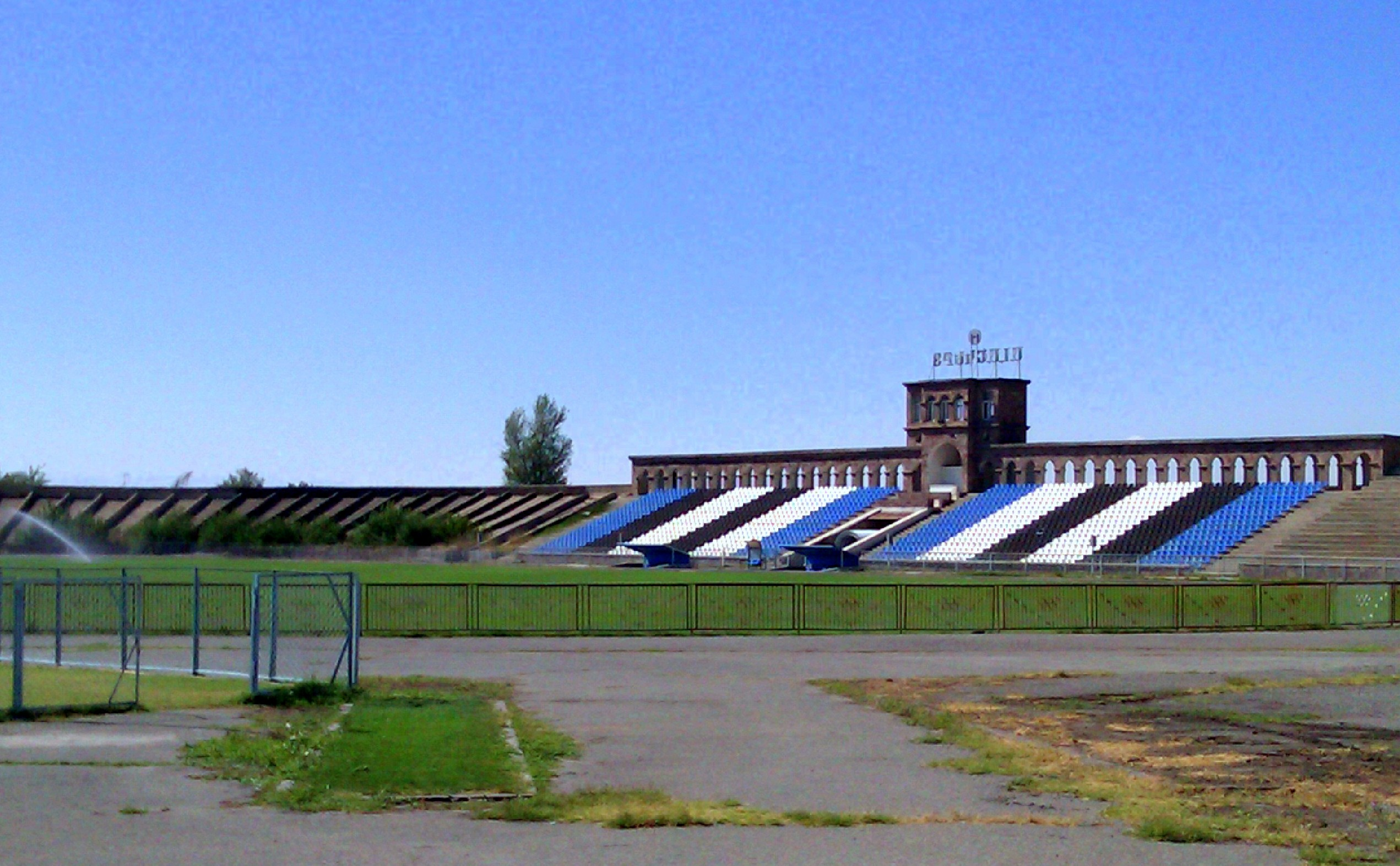
Stadio dell'Alaškert

L'Alaškert Fowtbolayin Akowmb (in armeno Ալաշկերտ Ֆուտբոլային Ակումբ?) è un club di calcio armeno con sede a Erevan. Attualmente milita in Bardsragujn chumb, la massima divisione del calcio armeno.

## Storia
Il club originale è stato fondato nel 1990 a Martuni e si è sciolto nel 2000. È stato rifondato nel 2011 a Erevan.
Ha vinto il campionato armeno per tre volte consecutive, nel 2016, nel 2017 e nel 2018.
Prende parte alle qualificazioni per la fase a gironi di UEFA Champions League 2018-2019, ma vengono subito sconfitti dal Celtic con due sconfitte per 3-0 in entrambi i match (andata e ritorno). Il club viene quindi regredito alle qualificazioni per la Europa League dove batte il Sutjeska ottenendo una vittoria per 1-0 a Nikšić, in Montenegro (0-0 poi in Armenia). Pesante, invece, la sconfitta subita nel turno seguente dal CFR Cluj con un complessivo finale di 7-0.
L’8 maggio 2019, battendo per 1-0 il Lori, il club si è aggiudicato per la prima volta la Coppa d’Armenia.

## Palmarès

### Competizioni nazionali
- Campionato armeno: 4

2015-2016, 2016-2017, 2017-2018, 2020-2021
- Coppa d'Armenia: 1

2018-2019
- Supercoppa d'Armenia: 3

2016, 2018, 2021
- Araǰin Xowmb: 1

2012-2013

### Altri piazzamenti
- Campionato armeno:

Terzo posto: 2019-2020, 2021-2022
- Coppa d'Armenia:

Finalista: 2017-2018, 2020-2021
Semifinalista: 2014-2015, 2015-2016
- Supercoppa d'Armenia:

Finalista: 2017, 2019

## Organico

### Rosa 2022-2023
Aggiornata al 7 luglio 2022.
| N. |                           | Ruolo | Calciatore            |
| -- | ------------------------- | ----- | --------------------- |
| 1  | Armenia (bandiera)        | P     | Sevak Aslanyan        |
| 2  | Brasile (bandiera)        | D     | Tiago Cametá          |
| 3  | Armenia (bandiera)        | D     | Taron Voskanyan       |
| 4  | Ghana (bandiera)          | D     | Annan Mensah          |
| 5  | Costa d'Avorio (bandiera) | D     | Didier Kadio          |
| 7  | Namibia (bandiera)        | C     | Wangu Gome            |
| 8  | Armenia (bandiera)        | D     | Gagik Daġbašyan       |
| 9  | Armenia (bandiera)        | A     | Alek'sandr Karapetyan |
| 11 | Armenia (bandiera)        | C     | Sargis Shahinyan      |
| 15 | Costa d'Avorio (bandiera) | A     | Ismaël Fofana         |
| 17 | Armenia (bandiera)        | C     | Artak Edigaryan       |
| 20 | Brasile (bandiera)        | C     | Tiago Galvão          |
| 21 | Armenia (bandiera)        | C     | Artak Grigoryan       |

| N. |                     | Ruolo | Calciatore         |
| -- | ------------------- | ----- | ------------------ |
| 22 | Serbia (bandiera)   | P     | Ognjen Čančarević  |
| 27 | Russia (bandiera)   | C     | David Churcidze    |
| 33 | Armenia (bandiera)  | D     | Andranik Voskanyan |
| 55 | Armenia (bandiera)  | A     | Sargis Metoyan     |
| 70 | Armenia (bandiera)  | C     | Benik Hovhannisyan |
| 77 | Armenia (bandiera)  | C     | Rumyan Hovsepyan   |
| 88 | Brasile (bandiera)  | D     | James              |
| 94 | Armenia (bandiera)  | A     | Karapet Manukyan   |
| 95 | Colombia (bandiera) | A     | Bladimir Díaz      |
| 96 | Armenia (bandiera)  | C     | Erik Soghomonyan   |
| 98 | Armenia (bandiera)  | D     | Vahagn Ayvazyan    |
| 99 | Colombia (bandiera) | A     | Fáider Burbano     |

### Rosa 2021-2022
| N. |                                 | Ruolo | Calciatore         |
| -- | ------------------------------- | ----- | ------------------ |
| 1  | Armenia (bandiera)              | P     | David Jurčenko     |
| 2  | Brasile (bandiera)              | D     | Tiago Cametá       |
| 3  | Armenia (bandiera)              | D     | Taron Voskanyan    |
| 4  | Serbia (bandiera)               | D     | Mihailo Jovanović  |
| 5  | Costa d'Avorio (bandiera)       | D     | Didier Kadio       |
| 7  | Namibia (bandiera)              | C     | Wangu Gome         |
| 8  | Brasile (bandiera)              | C     | Lucas Serra        |
| 9  | Armenia (bandiera)              | C     | Rumyan Hovsepyan   |
| 10 | Bosnia ed Erzegovina (bandiera) | A     | Aleksandar Glišić  |
| 11 | Armenia (bandiera)              | D     | Aghvan Davoyan     |
| 15 | Costa d'Avorio (bandiera)       | A     | Ismaël Béko Fofana |
| 16 | Francia (bandiera)              | C     | Vincent Bezecourt  |
| 17 | Armenia (bandiera)              | D     | Artak Edigaryan    |
| 19 | Nigeria (bandiera)              | D     | Deou Dosa          |
| 20 | Portogallo (bandiera)           | A     | José Embaló        |

| N. |                       | Ruolo | Calciatore                 |
| -- | --------------------- | ----- | -------------------------- |
| 21 | Armenia (bandiera)    | C     | Artak Grigoryan (capitano) |
| 22 | Serbia (bandiera)     | P     | Ognjen Čančarević          |
| 23 | Russia (bandiera)     | C     | Levon Bayramyan            |
| 27 | Russia (bandiera)     | C     | David Churcidze            |
| 33 | Montenegro (bandiera) | D     | Dejan Boljević             |
| 55 | Russia (bandiera)     | D     | Vladislav Krjučkov         |
| 70 | Armenia (bandiera)    | C     | Aġvan Papikyan             |
| 77 | Armenia (bandiera)    | A     | Grigor Aghekyan            |
| 85 | Brasile (bandiera)    | A     | Matheus Alessandro         |
| 86 | Brasile (bandiera)    | A     | Nixon                      |
| 88 | Brasile (bandiera)    | C     | James                      |
| 95 | Serbia (bandiera)     | C     | Marko Milinković           |
| 96 | Armenia (bandiera)    | C     | Erik Soghomonyan           |
| 98 | Serbia (bandiera)     | A     | Branko Mihajlović          |
| 99 | Russia (bandiera)     | A     | Nikita Tankov              |

### Rosa 2020-2021
| N. |                                 | Ruolo | Calciatore         |
| -- | ------------------------------- | ----- | ------------------ |
| 1  | Armenia (bandiera)              | P     | Goṙ Manowkyan      |
| 2  | Brasile (bandiera)              | D     | Tiago Cametá       |
| 3  | Armenia (bandiera)              | D     | Taron Voskanyan    |
| 4  | Macedonia del Nord (bandiera)   | D     | Risto Mitrevski    |
| 7  | Namibia (bandiera)              | C     | Wangu Gome         |
| 8  | Armenia (bandiera)              | D     | Gagik Daġbašyan    |
| 9  | Armenia (bandiera)              | C     | Rumyan Hovsepyan   |
| 10 | Bosnia ed Erzegovina (bandiera) | A     | Aleksandar Glišić  |
| 11 | Armenia (bandiera)              | C     | Vahagn Hayrapetyan |
| 15 | Brasile (bandiera)              | D     | Bryan              |
| 19 | Senegal (bandiera)              | C     | Pape Camara        |

| N. |                    | Ruolo | Calciatore        |
| -- | ------------------ | ----- | ----------------- |
| 20 | Brasile (bandiera) | C     | Tiago Galvão      |
| 21 | Armenia (bandiera) | C     | Artak Grigoryan   |
| 22 | Serbia (bandiera)  | P     | Ognjen Čančarević |
| 27 | Russia (bandiera)  | A     | David Gatikoev    |
| 33 | Ucraina (bandiera) | D     | Ihor Hončar       |
| 77 | Armenia (bandiera) | A     | Grigor Aghekyan   |
| 88 | Brasile (bandiera) | A     | Perdigão          |
| 97 | Russia (bandiera)  | D     | David Davidjan    |
| 98 | Armenia (bandiera) | A     | Hayk Galstyan     |
| 99 | Russia (bandiera)  | A     | Nikita Tankov     |

### Rosa 2019-2020
| N. |                    | Ruolo | Calciatore           |
| -- | ------------------ | ----- | -------------------- |
| 1  | Armenia (bandiera) | P     | Henri Avagyan        |
| 2  | Serbia (bandiera)  | D     | Aleksandar Miljković |
| 3  | Armenia (bandiera) | D     | Taron Voskanyan      |
| 5  | Estonia (bandiera) | D     | Nikita Baranov       |
| 6  | Senegal (bandiera) | C     | Pape Camara          |
| 8  | Armenia (bandiera) | D     | Gagik Daġbašyan      |
| 9  | Brasile (bandiera) | C     | Tiago Galvão         |
| 10 | Brasile (bandiera) | A     | Gustavo Marmentini   |
| 11 | Armenia (bandiera) | C     | Vahagn Hayrapetyan   |
| 12 | Nigeria (bandiera) | A     | Sunday Ingbede       |

| N. |                                 | Ruolo | Calciatore             |
| -- | ------------------------------- | ----- | ---------------------- |
| 15 | Bosnia ed Erzegovina (bandiera) | A     | Aleksandar Glišić      |
| 18 | Brasile (bandiera)              | D     | Tiago Cametá           |
| 19 | Russia (bandiera)               | A     | Nikita Tankov          |
| 21 | Armenia (bandiera)              | C     | Artak Grigoryan        |
| 24 | Armenia (bandiera)              | C     | Edvard Avagyan         |
| 25 | Armenia (bandiera)              | D     | Gor Poghosyan          |
| 31 | Armenia (bandiera)              | P     | Gor Manukyan           |
| 31 | Armenia (bandiera)              | P     | Vladimir Allakhverdyan |
| 55 | Serbia (bandiera)               | P     | Ognjen Čančarević      |
|    | Russia (bandiera)               | A     | David Gatikoev         |

### Rosa 2018-2019
| N. |                    | Ruolo | Calciatore         |
| -- | ------------------ | ----- | ------------------ |
| 1  | Armenia (bandiera) | P     | Henri Avagyan      |
| 2  | Brasile (bandiera) | C     | Gustavo Marmentini |
| 3  | Armenia (bandiera) | D     | Taron Voskanyan    |
| 4  | Serbia (bandiera)  | D     | Mladen Zeljković   |
| 5  | Serbia (bandiera)  | D     | Danijel Stojković  |
| 6  | Serbia (bandiera)  | D     | Goran Antonić      |
| 7  | Armenia (bandiera) | D     | Lewon Hayrapetyan  |
| 8  | Armenia (bandiera) | D     | Gagik Daġbašyan    |
| 9  | Cile (bandiera)    | C     | Gerson Acevedo     |
| 10 | Armenia (bandiera) | A     | Ēdgar Manowčaryan  |
| 11 | Armenia (bandiera) | C     | Ġowkas Poġosyan    |
| 12 | Serbia (bandiera)  | C     | Danilo Sekulić     |
| 13 | Russia (bandiera)  | D     | Denis Tumasyan     |

| N. |                           | Ruolo | Calciatore                   |
| -- | ------------------------- | ----- | ---------------------------- |
| 14 | Brasile (bandiera)        | A     | Gláucio                      |
| 15 | Serbia (bandiera)         | A     | Uroš Nenadović               |
| 17 | Armenia (bandiera)        | C     | Artak Edigaryan              |
| 18 | Brasile (bandiera)        | C     | Jefferson                    |
| 19 | Russia (bandiera)         | A     | Aleksandr Prudnikov          |
| 20 | Armenia (bandiera)        | C     | Art'owr Edigaryan (capitano) |
| 21 | Armenia (bandiera)        | C     | Artak Grigoryan              |
| 22 | Armenia (bandiera)        | D     | Hrayr Mkoyan                 |
| 55 | Serbia (bandiera)         | P     | Ognjen Čančarević            |
| 93 | Armenia (bandiera)        | P     | Vladimir Allahverdyan        |
|    | Armenia (bandiera)        | C     | Artak Dašyan                 |
|    | Costa d'Avorio (bandiera) | C     | Joël Damahou                 |
|    | Russia (bandiera)         | A     | Nikita Tankov                |